# Aska
Aska foi uma banda jugoslava dos anos 80 que se se tornou mais conhecida quando foi escolhida para representar a Jugoslávia no Festival Eurovisão da Canção 1982, onde em Harrogate interpretaram o tema Halo Halo, onde se classificaram em 14.º lugar, entre 18 países participantes, apesar de terem recebido 12 votos do júri sueco.
A banda era composta por: Snežana Mišković, Izolda Barudžija e Snežana Stamenković, que foi substituída um pouco depois pelo Festival Eurovisão por Suzana Perović.
As cantoras gravaram vários álbuns, antes da banda ter sido dissolvida, para cada uma das membros ter seguido uma carreira a solo.